# Околчица
Околчица (познат също като Вола) е връх с височина 1048 m във Врачанската планина, в Националния парк „Христо Ботев“ (на около 20 km югоизточно от Враца).
На Околчица на 1 юни (20 май Юлиански календар) 1876 г. се разиграва последната битка на Ботевата чета.
На връх Околчица през 1936 – 1939 г. за увековечаване на подвига на Христо Ботев и неговата чета е издигнат 35-метров паметник с опълченски кръст. В падината Йолковица, естествена канара с издълбан върху нея надпис бележи лобното място на поета-революционер. През 1947 г. кръстът на паметника е заменен с петолъчка. През 1991 г. отново се връща автентичният вид на паметника.
Околчица е сред Стоте национални туристически обекта. Хижа „Околчица“, която се намира на около 300 m от паметника, не работи, но печат на обекта има в къщата музей „Баба Илийца“ в село Челопек и в Регионалния исторически музей – Враца.
Всяка година на 2 юни в района се провеждат национални тържества в чест на Христо Ботев и всички паднали за свободата на България. На 1 юни пристигат и участниците в националния туристически поход по стъпките на Ботевата чета по алеята от Козлодуйския бряг и се изгражда цял палатков лагер. Освен Ботевата алея има много други маркирани туристически маршрути. През лятото има редовен автобусен транспорт от Враца, а през останалите сезони – до село Челопек, откъдето са още 8 km.

## Други
Името на върха носят улица „Връх Вола“ в квартал „Лозенец“ (Карта) и улица „Околчица“ в кварталите „Подуяне“ и “ (Карта) в София.